# Kurtizán

Madame de Pompadour, XV. Lajos francia király híres szeretője

Jeanne du Barry, XV. Lajos francia király híres szeretője

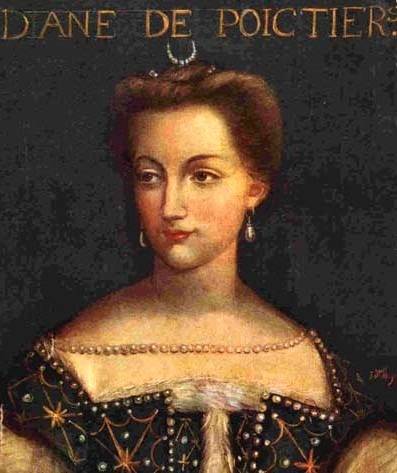
Diane de Poitiers, II. Henrik francia király szeretője

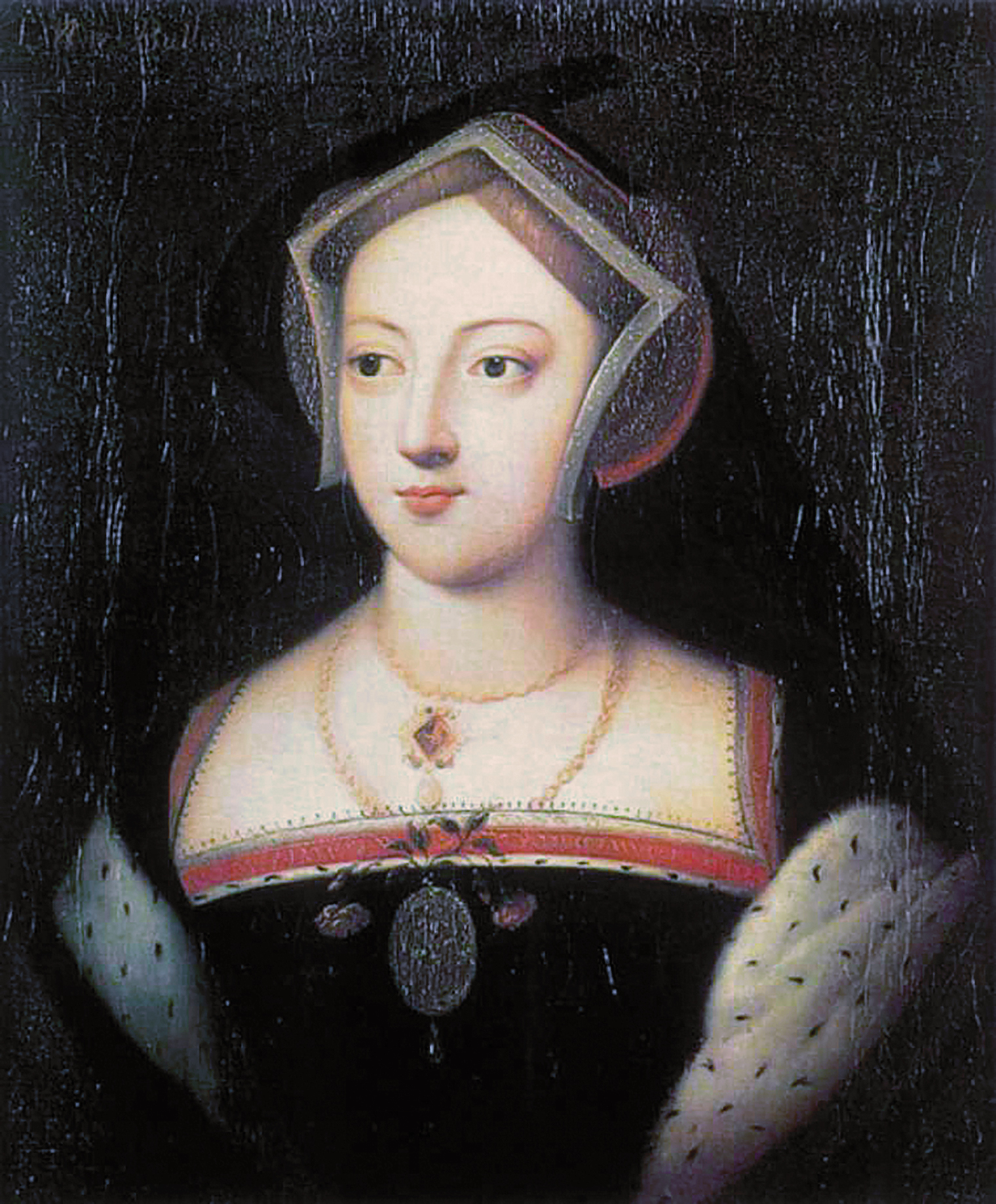
Mary Boleyn, VIII. Henrik angol király szeretője

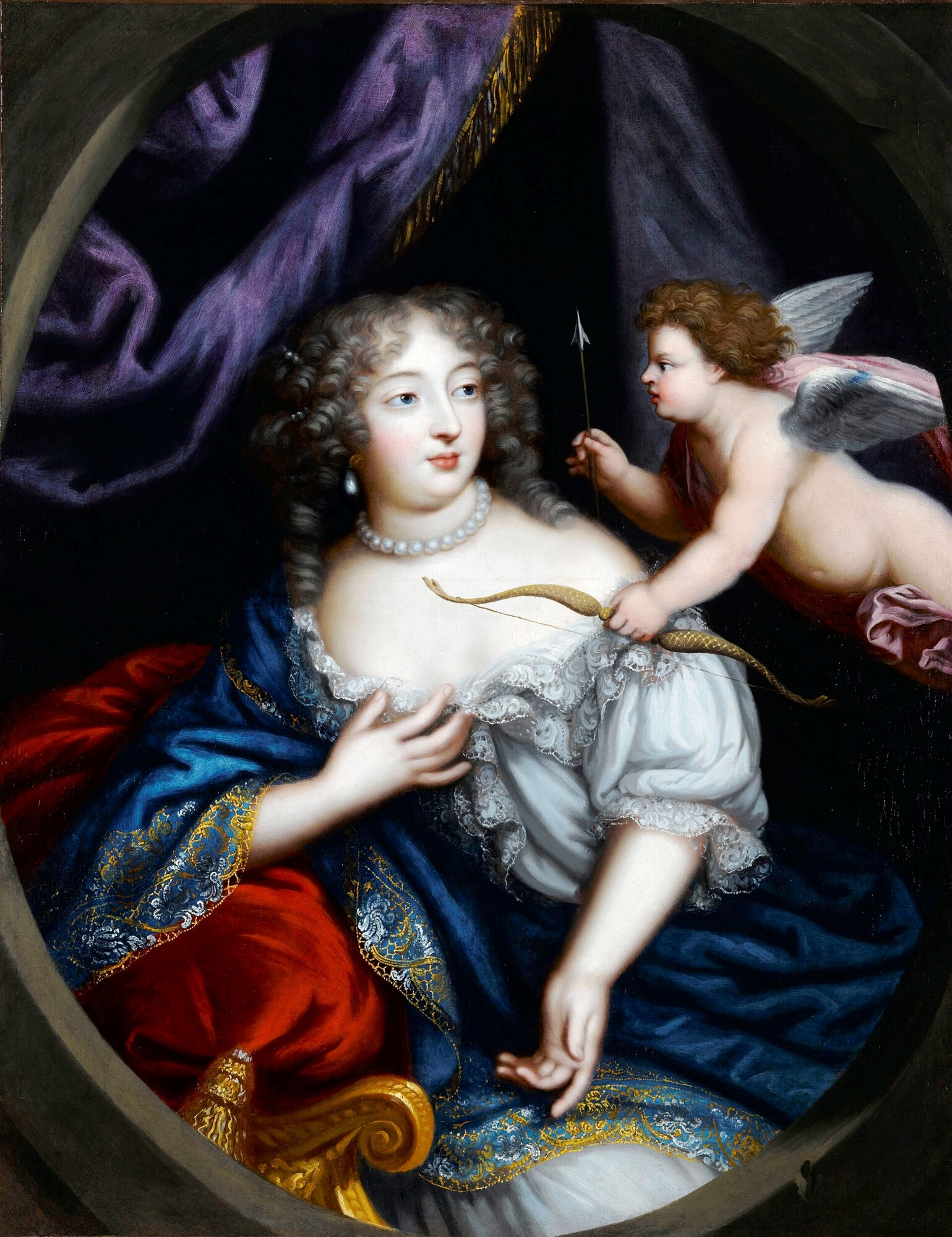
Françoise Athénaïs de Rochechouart de Mortemart, XIV. Lajos francia király szeretője

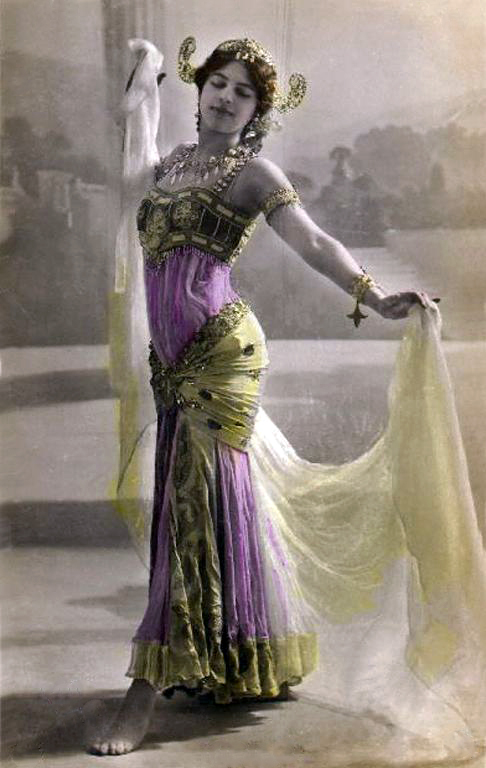
Mata Hari

A kurtizánok eredetileg udvaroncnők voltak, akik az uralkodók vagy más, nagy hatalommal rendelkező személyek szolgálatában álltak. A feudális társadalomban az udvar a kormányzat központja és egyben az uralkodó lakhelye volt, ahol így gyakran összemosódott a társadalmi és politikai élet. A reneszánsz Európában a kurtizánoknak hasonlóan fontos szerepük volt a felső osztály társadalmi életében. Mivel abban az időben általános szokás volt, hogy a királyi pár elkülönülve élte életét – jellemzően csak a vérvonal megtartása és a politikai szövetségek érdekében történtek a házasságok –, a férfiak és nők gyakran töltötték kedvüket a többi udvarban élő emberrel, illetve keresték azok társaságát.

## A kifejezés
Az „udvarlás” (angol: court) kifejezés eredetileg csupán azt jelentette, „az udvarban élni, lakni”, később született az „udvaroncként viselkedő” majd a „szerető” jelentés. Az uralkodó legszemélyesebb társaságát „favoritnak”, vagyis kedvencnek nevezték.
Ennek eredményeként a „női udvaronc” szó olasz megfelelője, a „cortigiana” („cortigiano” nőnemű változata), az „uralkodó szeretőjeként” terjedt el, majd később művelt, független és szabad erkölcsű nő, végül pedig képzett tánc- és énekművész, aki gazdag és hatalommal bíró felsőbb osztálybeli férfiak társaságát kereste, cserébe pedig luxuskörülményekre és társadalmi státuszra tett szert. A kurtizán kifejezést tehát az olasz nyelvből kölcsönözte az angol nyelv a 16. század során, mely végül összekapcsolódott a „királyi szerető” és a „prostituált” jelentéssel.
A kurtizán férfi megfelelője az olasz „cicisbeo”, a francia „chevalier servant” és a spanyol „cortejo” vagy „estrecho”. Egészen a 18. századig Európában megszokott dolog volt, hogy a férjes asszonyok is ilyen társat tartottak.
Napjainkban a „kurtizán” kifejezés a „prostituált” szó eufemizmusa, szebb változata.

## Típusok
Alapvetően kétféle kurtizán létezett. Egyrészről voltak Olaszországban a „corigiana onestra” vagyis az „őszinte kurtizánok”, akik értelmiségiek voltak. A másik típus a „cortigiana di lume”, akik a kurtizánok egy alsóbb osztályába tartoztak. Bár az utóbbiak is az átlagos prostituáltak fölött helyezkedtek el, az előbbi típus volt a előkelőbb és kedveltebb, ezért többé-kevésbé egyenlően kezelték őket a nemesség női tagjaival. Ehhez a típushoz kapcsolódik leginkább a kurtizánság művészete.
Az őszinte kurtizánok általában tanultak és világi gondolkodásúak voltak, néha jobban is, mint az átlag felső osztály nőtagjai, gyakran előadóművészként, művészként is dolgoztak. Partnereik általában olyan tulajdonságaik alapján választottak közülük, mint a jó modor, a beszélgetés, az intelligencia, a józan ész és társasági kapcsolatok, csak úgy, mint a külső jellemzők. Az intelligenciájuk és személyiségük volt az, ami az átlagos nőktől megkülönböztette őket. Prostituáltak voltak abban az értelemben, hogy a szex a kötelezettségeik közé tartozott, de a prostituáltaktól eltérően a szex szolgáltatásaiknak csak egyetlen darabja volt. Például elvárták tőlük, hogy jól öltözöttek legyenek, illetve tájékozottak a művészetektől a zenén át a politikáig bármilyen témában.
Némely esetekben a kurtizánok jómódú családi háttérrel rendelkeztek, és akár férjezettek is voltak, azonban férjük általában lejjebb helyezkedett a társadalmi ranglétrán, mint klienseik. Ilyen esetben a magas társadalmi helyzettel bíró kliens társasága a férjnek is jobb státuszt eredményezett, és természetesen a férjnek tudomása volt felesége foglalkozásáról és kapcsolatairól.

## Társadalmi különbségek

### Elsődleges foglalkozás
A nem gazdag háttérrel rendelkező kurtizánok gyakoribb feladata volt, hogy bizonyos időszakokra biztosítsanak ügyfeleiknek bájos társaságot, figyelembe nem véve saját érzelmeiket vagy más elkötelezettségeiket, és ráadásul szinte azonnal rendelkezésre kellett állniuk. Az ilyen alacsonyabb rendű kurtizánokat gyakran vette körül vallási eredetű rosszallás egyrészt foglalkozásuk erkölcsi problémái miatt, másrészt mivel a kurtizánságból származott egyetlen jövedelmük. Ilyenkor a kurtizánok kizárólag kliensük vagy klienseik pénzügyi támogatásától váltak függővé, ami azonban sebezhetővé tette őket.
Az alacsonyabb rendű kurtizánok gyakran csapódtak egyik támogatójuktól a másikig. Amikor egy kurtizán szolgáltatásaival elégedett volt támogatója, kapcsolatuk végén szívességből beajánlotta őt másik hasonló támogatókhoz, vagy pedig segítségére volt, hogy egy közepesen gazdag támogató eljegyezze. Amennyiben azonban a kurtizán feldühítette vagy elégedetlenné tette támogatóját, hamar kívül találták magukat a jómódú társaság körén, és nem egy esetben kénytelenek voltak visszatérni az utcai prostitúcióhoz.

### Társadalmi vagy politikai célok miatt folytatott tevékenység
A születésük vagy házasságuk jóvoltából gazdag háttérrel bíró kurtizánokat, akik társadalmi vagy politikai előbbre jutás céljából folytatták ezt a tevékenységet, általában rangban egyenlőként ismerték el. Házasságon kívüli kapcsolataikban tisztelték őket, így lehetőségük volt családi kötelezettségeiket klienseik elé helyezni, illetve saját szerelmi ügyeiket összeegyeztetni a családi kötelezettségekkel.
Az ilyen típusú kapcsolatok általában rövidtávúak voltak, véget értek, amikor a kurtizán vagy hitvese elérte azt a társadalmi státuszt vagy politikai célt, amire vágyott, illetve ha a támogató más kurtizánt választott társaságának. Ilyen esetben anyagilag kárpótolta az előző kurtizánt. A támogató ismerte a kurtizán politikai vagy társadalmi célkitűzéseit, a kurtizán ismerte az árat, amit ezért cserébe elvártak tőle, így a törekvések találkoztak. Erre jó példa Madame de Pompadour, akit értékes társaságáért cserébe XV. Lajos a Pompadour márkinője címmel ajándékozott meg, és aki befolyásos szerepet töltött be az udvarban, beleszólhatott az államügyekbe és a külügyekbe is, valamint a művészet és tudomány bőkezű pártfogója volt.

## Vádaskodás
A viktoriánus kort megelőzően a kurtizánok tevékenységét különböző törvények korlátozták, illetve az is meghatározott volt, hol tölthetnek be társadalmi funkciókat. Egy-egy város túlzott vallásossága esetén gyakran kellett üldöztetéstől szenvedniük a kurtizánoknak, ami akár a boszorkányság vádjáig is fajulhatott. A 18. századig több esetben fordult elő, hogy egy kurtizánt, akinek akár királyokkal volt romantikus kapcsolata, jómódban és megbecsülésben élt, végül kivégeztek, majd nyilvános tárgyalásokon bűnösnek, hataloméhesnek bélyegezték, holott valójában semmi többet nem tett, mint egy király szeretője volt.
Gyakori eset volt, hogy a kurtizánok egymást árulták be politikai cselszövés vádjával, hogy saját feljebbjutásukat segítsék elő, vagy ugyanilyen célból igyekeztek kitúrni egymást az uralkodó kegyeiből. Ennek eszköze volt, hogy megpróbálták befeketíteni egymást az uralkodó előtt olyan titkok nyilvánosságra hozatalával, melyek hatására a vesztest akár száműzhették is a királyi udvarból, vagy alacsonyabb rendű nemessel házasították össze, vagy akár meg is ölték.

## Pályafutás
A 18. század közepétől a kurtizánok egyre gyakrabban találták magukat félredobva, amikor támogatójuk rájuk unt, azonban az életmódjuk miatti nyilvános kivégzések és bebörtönzések ideje elmúlt. Több példa van rá, hogy egy-egy kurtizán diszkrét és hű tudott maradni támogatójához, így pályafutásuk tovább fennmaradhatott, és ezzel anyagi biztonságot nyújthatott életük végéig, ilyen volt Catherine Walters. A 19. század vége és a 20. század eleje környékén a kurtizánoknak sikerült olyan társadalmi státuszt elérniük, hogy sok esetben támogatójuk feleségének is barátjuk és bizalmasuk lettek.
A kurtizánok általában addig tölthették be helyüket, amíg támogatóik számára hasznosnak bizonyultak. Ez persze nem vonatkozott azokra, akik sikerrel házasodtak be magasabb körökbe. Többen jutottak magasra az uralkodók rangjáig, akik maguk is kezdetben alacsonyabb rangú támogatók, majd akár hercegek és királyok szeretői lettek. Voltak olyan kurtizánok is, akiknek ez a folyamat rövid volt, és akiknek hosszú időn át tartott, de kevés esetben tartott sokáig. Egy herceg vagy király társaságából az út már csak lefelé tarthatott.
Pietro Aretino, egy olasz reneszánsz író, akinek háromrészes Capricciosi ragionamenti (Beszélgetések) című művében egy anya tanítja lányát, milyen lehetőségei vannak egy nőnek az életben és hogyan lehet sikeres kurtizán. Honoré de Balzac Kurtizánok tündöklése és nyomorúsága (1838-1847), vagy Émile Zola Nana (1880) című regényei is a 19. századi kurtizánok életét mutatja be.

## A történelem híres kurtizánjai

### A 17. századig
- Korinthoszi Laisz, görög kurtizán
- Hyccarai Laisz (– i. e. 340.)
- Thaisz
- Aszpaszía (i. e. 469 – i. e. 409), Periklész szeretője
- Phrűne (i. e. 4. század)
- Tiao-csan (i. sz. 169), Dong Zhuo és Lü Bu hadurak szeretője Kína középkorában, a Három királyság idején
- Szu Hsziao-hsziao (5. század vége)
- I. Theodóra (kb. 500 – 548. június 28.), I. Justinianus bizánci császár felesége
- Agnès Sorel (1421–1450) – VII. Károly francia király szeretője, első hivatalos szerető Franciaországban
- Jane Shore (1445–1527) – IV. Eduárd angol király szeretője
- Margaret Drummond (1475–1502) – IV. Jakab skót király szeretője
- Françoise de Foix (1495–1537) – I. Ferenc francia király első hivatalos szeretője
- Diane de Poitiers (1499–1566) – II. Henrik francia király hivatalos szeretője
- Mary Boleyn (1499–1543) – VIII. Henrik angol király és állítólag I. Ferenc francia király szeretője
- Hvang Dzsini (1506?–1544?) – a Csoszon-dinasztia legendás „kiszengje”[6]
- Anne de Pisseleu d’Heilly (1508–1580) – I. Ferenc francia király utolsó hivatalos szeretője
- Tullia d’Aragona (kb. 1510–1556) – költő és számos olasz város leghíresebb kurtizánja
- Veronica Franco (1546–1591) – velencei kurtizán, III. Henrik francia király szeretője
- Marie Touchet (1549–1638) – IX. Károly francia király egyetlen szeretője
- Marion Delorme (kb. 1613–1650) – George Villiers, buckinghami herceg, II. Louis, a „Nagy Condé” és Richelieu bíboros szeretője
- Ninon de l’Enclos (1620–1705) – II. Louis de Bourbon-Condé azaz a Nagy Condé, Francois de la Rochefoucauld herceg és Gaston de Coligny gróf szeretője
- Lucy Walter (1630–1658) – száműzetése során II. Károly angol király szeretője
- Barbara Palmer, clevelandi hercegnő (1640–1709) II. Károly angol király első hivatalos szeretője
- Françoise Athénaïs de Rochechouart de Mortemart (1641–1707) – XIV. Lajos francia király szeretője
- Louise Françoise de La Baume Le Blanc (1644–1710) – XIV. Lajos francia király szeretője
- Nell Gwyn (1650–1687) – színésznő, II. Károly angol király szeretője

### 18-19. század
- Claudine Alexandrine Guérin de Tencin (1681–1749)
- Louise Julie de Mailly-Nesle (1710–1751)
- Marie-Anne de Mailly-Nesle duchess de Châteauroux (1717–1744)
- Kitty Fisher (– 1767)
- Madame de Pompadour (1721–1764) – XV. Lajos francia király híres szeretője
- Marie-Louise O’Murphy (1737–1814) – XV. Lajos szeretője
- Madame du Barry (1743–1793) – XV. Lajos szeretője
- Sophia Baddeley (1745–1786)
- Støvlet-Cathrine (1745-1805)
- Frances Villiers (1753–1821)
- Grace Elliott (1754? – 1823)
- Dorothy Jordan (1761–1816) – IV. Vilmos brit király szeretője
- Harriette Wilson (1786–1846)
- Umrao Jaan (1804–1875) Lucknow, India
- La Païva (1819–1884)
- Lola Montez (1821–1861)
- Marie Duplessis (1824–1847)
- Cora Pearl (1835–1886)
- Virginia Oldoini, Castiglione grófnője (1837–1899)
- Catherine Walters (1839–1920)
- Blanche d’Antigny (1840–1874)
- Sarah Bernhardt (1844–1923)
- Lillie Langtry (1853–1929)
- Katharina Schratt (1853–1940) – I. Ferenc József magyar király szeretője
- Daisy Greville, Warwick hercegnője (1861–1938)
- La Belle Otero (1868–1965)
- Alice Keppel (1869–1947)
- Liane de Pougy (1869–1950)
- Clara Ward, Caraman-Chimay hercegnője (1873–1916)
- Kathleen Rockwell (1873–1957)
- Mata Hari (1876–1917)

## Fordítás
- Ez a szócikk részben vagy egészben  a   Courtesan című angol Wikipédia-szócikk fordításán alapul.  Az eredeti cikk szerkesztőit annak laptörténete sorolja fel. Ez a jelzés csupán a megfogalmazás eredetét és a szerzői jogokat jelzi, nem szolgál a cikkben szereplő információk forrásmegjelöléseként.